# Задорожна Людмила Михайлівна
Людми́ла Миха́йлівна Задоро́жна (нар. 1 липня 1948, с. Лісогірка Городоцького району Хмельницька область) — український літературознавець, перекладач, історик літератури, шевченкознавець, літературознавець, мистецтвознавець, доктор філологічних наук, професор кафедри історії української літератури і шевченкознавства Інституту філології КНУ імені Тараса Шевченка.

## Життєпис
У 1970 закінчила філологічний факультет КНУ ім. Т. Шевченка; за фахом філолог, викладач української мови і літератури, викладач вірменської мови і літератури. Кандидат філологічних наук (з 1979), доктор філологічних наук (з 1996).
Із 1999 — завідувач кафедри історії української літератури і шевченкознавства Інституту філології Київського національного університету. Читає лекції нормативного курсу «Історія української літератури XVIII — 60-і рр. XIX ст.», спецкурси «Література як синтез філософії, релігії та мистецтва», «Наукове шевченкознавство: від прижиттєвого до новітнього», «Символ як філософський концепт у поетичній творчості Шевченка».
Автор бл. двохсот наукових статей. Досліджує творчість Шевченка, українсько-вірменські взаємини (література, літературознавство, переклади) XIX—ХХ ст., а також творчість Гребінки, Котляревського, Квітки-Основ'яненка, Кониського, новітніх українських письменників.
Монографічні дослідження
- Вірменія. Міжетнічні зв'язки в українській антропонімії ХУП ст. — К.: Наукова думка. 1989;
- Т. Г. Шевченко і вірменська література — К.: Либідь.1991;
- Євген Гребінка. Літературна постать. — К.: Твім інтер. 2000;
- «Осягання позитиву: символ та аксіологічний аспект у творчості Шевченка» - Інтеграція позитиву в творчості Шевченка. — К.,2002;
- Шевченкознавство в Київському національному університеті імені Тараса Шевченка (К., 2004 — у співавт.),
- Українсько-вірменські літературні взаємини. — К., 2004.

Твори
- роман «Відстані без розлук». — К., 2004.

Переклади
- Вірменські прислів'я та приказки — К.,1976,
- Вірменські народні казки» — К.,1977;
- В.Петросян «Вірменські ескізи» — К.,1978;
- «Самотня горішина» К.,1989;
- Д. Демірчян «Вардананк» (Т.1,1984; Т.2,1986), М.
- Саркісян «Сержант Каро», «Дорога під громами» — К.,1985 тощо.

Член Національної Спілки письменників України. Нагороджена медаллю «В пам'ять 1500-ліття Києва».